# 무한리필 샐러드
《무한리필 샐러드》는 KBS 2TV의 2019년 8월 26일부터 2020년 7월 3일까지 매주 평일 아침 9시 40분 ~ 10시 40분에 방송되었던 텔레비전 프로그램이었다.

## 기획 의도
일일 두 개의 코너와 일주일 총 10개의 고정 코너를 고정 패널이 운영한 프로그램으로 음악, 영화, 패션, 인테리어, 복고, 사건분석, 음식 등 다양한 10개의 별도 유튜브 채널을 보는 재미를 느낄 수 있었던 토크쇼로 방송되었다.

## 방송 시간
| 방송 채널 | 방송 기간                        | 방송 시간                           |
| --------- | -------------------------------- | ----------------------------------- |
| KBS 2TV   | 2019년 8월 26일 ~ 2020년 7월 3일 | 매주 평일 아침 9시 40분 ~ 10시 40분 |

## 역대 진행자 및 고정 패널

### 최종 MC
- 조연우 (남) - 탤런트
- 김보민 · 이승연 (이상 여) - 이상 KBS의 29기 공채 아나운서

### 역대 MC
- 홍혜걸 - 의학 전문 기자

### 최종 고정 패널
월요일
- 김태진 - 방송인
- 김현우 - 재무전문가

화요일
- 임백천 - 방송인

수요일
- 이수정 - 경기대학교 교수, 프로파일러
- 손수호 - 변호사

목요일
- 성대현 - R.ef 멤버
- 이정모 - 국립과천과학관 관장

금요일
- 양재진 - 정신과 전문의
- 모사언 - 한의학 박사
- 최영민, 이웅종 - 동물 수의사

## 요일별 코너

### 월요일
- 김태진의 T.M.I
- 김현우의 돈거동락

### 화요일
- 임백천의 뮤직살롱
- 응답하라 가요톱10

### 수요일
- 이수정의 사건 재구성
- 법대오빠, 손수호

### 목요일
- 성대현의 재미이슈다
- 이정모의 생활과탐

### 금요일
- 양재진의 걱정말아요 그대
- 모사언의 무한리필 건강한끼
- 슬기로운 반려생활

## 종영된 코너
- 안지환의 옛날신문
- 김대오의 연예수첩
- 성선화의 돈의 맛
- 이인철의 법대로 하라
- 노진선의 집으로
- 봉만대의 시네마 천국
- 황재근의 뷰티풀 라이프
- 박상원 이원일의 소울푸드

## 타이틀 변천사
| 역대 | 타이틀                   | 방송 기간                           |
| ---- | ------------------------ | ----------------------------------- |
| 1대  | 새 아침 행복나들이       | 1994년 10월 10일 ~ 1995년 2월 18일  |
| 2대  | 엄앵란의 사랑방          | 1996년 5월 13일 ~ 1996년 6월 28일   |
| 3대  | 엄앵란 이택림의 사랑방   | 1996년 7월 1일 ~ 1998년 6월 12일    |
| 4대  | 김병찬 변우영의 행복탐험 | 1998년 6월 15일 ~ 1998년 10월 9일   |
| 5대  | 행복채널                 | 1998년 10월 12일 ~ 2003년 10월 31일 |
| 6대  | 여유만만                 | 2003년 11월 3일 ~ 2018년 7월 13일   |
| 7대  | 그녀들의 여유만만        | 2018년 7월 16일 ~ 2019년 8월 23일   |
| 8대  | 무한리필 샐러드          | 2019년 8월 26일 ~ 2020년 7월 3일    |

## 결방 및 편성 변경
- 2019년 9월 12일 ~ 9월 13일 : 추석 연휴로 인한 결방
- 2019년 11월 11일 : 아침 7시 50분부터 2019 FIFA U-17 월드컵 8강전 대한민국 VS 멕시코 중계방송으로 인해 오전 10시에 방송
- 2020년 1월 24일, 1월 27일 : 설 연휴로 인한 결방

## 통폐합
2020년 7월 3일을 끝으로 폐지 후 2020년 7월 6일 《생방송 아침이 좋다》와 통합되어 《굿모닝 대한민국 라이브》 및 방송 일부 내용은 KBS 1TV의 《아침마당》으로 개편되었다.

## 경쟁 아침 생활정보 프로그램
- 아침마당, 무엇이든 물어보세요 (KBS 1TV)
- 기분 좋은 날 (MBC TV)
- 좋은 아침 (SBS TV)